# Stein (Hof)
Stein ist ein Gemeindeteil der kreisfreien Stadt Hof (Regierungsbezirk Oberfranken, Bayern). Stein liegt in der Gemarkung Föhrenreuth.

## Geografie
Bei der Einöde entspringt ein namenloser rechter Zufluss des Rauhbachs (im Unterlauf Otterbach genannt). Im Westen befindet sich der Flugplatz Hof-Plauen. Ein Anliegerweg führt 500 Meter südlich nach Pirk zur Kreisstraße HOs 37.

## Geschichte
Von 1797 bis 1810 unterstand Stein dem Justiz- und Kammeramt Hof. Infolge des Ersten Gemeindeedikts wurde Stein dem 1812 gebildeten Steuerdistrikt Konradsreuth und der zugleich entstandenen Ruralgemeinde Föhrenreuth zugewiesen. Zum 1. Oktober 1954 wurde Stein an die Gemeinde Martinsreuth abgetreten. Im Zuge der Gebietsreform in Bayern wurde Stein am 1. Juli 1972 nach Hof eingemeindet.

### Einwohnerentwicklung
| Jahr      | 1861  | 1871   | 1885   | 1900   | 1925   | 1950   | 1961   | 1970   | 1987  |
| Einwohner | 13    | 10     | 7      | 8      | 9      | 8      | 5      | 5      | 7     |
| Häuser    |       |        | 1      | 1      | 1      | 1      | 1      |        | 1     |
| Quelle    | [ 9 ] | [ 10 ] | [ 11 ] | [ 12 ] | [ 13 ] | [ 14 ] | [ 15 ] | [ 16 ] | [ 1 ] |

## Religion
Stein ist evangelisch-lutherisch geprägt und bis heute nach St. Michaelis (Hof) gepfarrt.